# Granat M34 WP
M34 WP (White Phosphorus) – amerykański granat dymny. Substancją dymotwórczą jest fosfor biały umieszczony w skorupie z tworzywa sztucznego. Granat M34 WP wytwarza biały, toksyczny dym. Z uwagi na swoje zalety, zastąpił także granaty zapalające AN-M14. 
Jednakże konwencje haska i genewska zakazują używanie granatów tego typu do celów innych niż sygnalizacyjne. Ten zakaz nie zawsze jest przestrzegany.
Granat może być rzucany ręcznie lub miotany z karabinu jako granat nasadkowy przy użyciu specjalnej nasadki.